# Pyura fissa
Pyura fissa är en sjöpungsart som först beskrevs av William Abbott Herdman 1881.  Pyura fissa ingår i släktet Pyura och familjen lädermantlade sjöpungar. Inga underarter finns listade i Catalogue of Life.